# Ames (Oklahoma)
Ames è un comune degli Stati Uniti d'America, situato nello Stato dell'Oklahoma, nella Contea di Major.